# Шёлк (фильм, 2007)
«Шёлк» (англ. Silk) — киноадаптация одноимённого романа итальянского писателя Алессандро Барикко. Премьера состоялась 14 сентября 2007 года благодаря New Line Cinema. Режиссёром выступил Франсуа Жирар, известный по фильму «Красная скрипка».
Американский актёр Майкл Питт исполнил главную мужскую роль французского контрабандиста шелкопрядом Эрве́ Жонку́ра, британская актриса Кира Найтли сыграла роль его жены, Элены. В фильме также снимались японские актёры Мики Накатани и Кодзи Якусё. Натурные съёмки производились в городе Саката. Сцены с Кирой Найтли снимались в средневековой деревушке Сермонета около города Латина.

## Сюжет
Действие фильма начинается в XIX веке во Франции. По велению отца Эрве (Майкл Питт) становится офицером. Поэтому он рад возможности сменить профессию на торговца яйцами шелкопряда. Так как в Европе шелкопряд поражается болезнью (пебриной), его отправляют в Африку за здоровыми яйцами. (В фильме показана только короткая сцена в пустыне).
Так как шелкопряд в Африке тоже поражён, Эрве посылают в Японию, хотя в то время (период Бакумацу) большая часть страны была закрыта для иностранцев. Герой путешествует в карете и на поезде, в караване лошадей по Азии, переплывает на лодке с континента в Японию, где его с завязанными глазами на лошади проводят до деревни, где он может купить яйца у местного барона Хара Дзюбэя.
Во время пребывания в деревне он становится одержимым безымянной наложницей Дзюбэя. Во время второй поездки он занимается любовью с другой девушкой, направленной к нему наложницей Дзюбэя. Дома любовь Эрве остаётся в секрете, и он кажется счастливым с женой Элен.
В третий раз он должен направиться в Китай, поскольку в Японии теперь не безопасно, а хорошие яйца можно достать в Китае. Но тем не менее Эрве всё равно рвётся в Японию. Однако, когда он прибыл в Японию, там началась гражданская война, и деревня оказалась покинутой; Дзюбэя и женщины там не оказалось. Молодой слуга Дзюбэя (Каната Хонго), которого Эрве встречал раньше, показал дорогу к Дзюбэю. Последний стал враждебным и приказал Эрве отправляться домой. Так и не встретившись с женщиной, Эрве покупает яйца в Китае и возвращается домой. После прибытия оказывается, что из яиц личинки уже вылупились, и поэтому они бесполезны.
Наконец, Эрве получает письмо от таинственной наложницы, написанное по-японски. Он отдаёт письмо хозяйке франко-японского борделя, мадам Бланш (известной тем, что преподносит синие цветочки своим клиентам), которая переводит письмо на французский.
Элен умирает, и Эрве находит возложенные синие цветочки на её могиле. Он понимает, что письмо было не от японской наложницы, а от его жены. Элен отдала перевести мадам Бланш своё письмо, зная что её муж влюбился в японку, и хотела, чтобы он был счастлив. Мадам Бланш сказала Эрве, что его жена любила его больше всего на свете, и Эрве начал размышлять о том, ценил ли он её по-настоящему, когда она была жива.
Эрве, невольно оставшийся бездетным, рассказал всё своему молодому протеже и садовнику Людовику (Марк Рендалл), знавшему его с рождения.

## В ролях
- Майкл Питт — Эрве Жонкур
- Кира Найтли — Элен Жонкур
- Альфред Молина — Бальдабью
- Мики Накатани — Мадам Бланш
- Кодзи Якусё — Хара Дзюбэй
- Сэй Асина — Госпожа
- Каллум Кит Ренни — Схёйлер
- Марк Рендалл — Людовик Бербек
- Наоко Ватанабэ — японская девушка

## Критика
Фильм получил негативные отзывы кинокритиков. На сайте Rotten Tomatoes фильм имеет рейтинг 7 % на основе 55 рецензий со средним баллом 3,8 из 10. На сайте Metacritic фильм имеет оценку 39 из 100 на основе 15 рецензий критиков, что соответствует статусу «в целом неблагоприятные отзывы».